# マーシー大学
マーシー大学（英: Mercy University
、マーシー・ユニバーシテイ、または、マーシーニューヨーク）（旧称 英：Mercy College、マーシー・カレッジ）は、アメリカ合衆国ニューヨーク州のドブス・フェリー村にメインキャンパスがある私立大学である。2023年8月22日に校名がMercy CollegeからMercy Universityに変更された。
ドブス・フェリーのメインキャンパスをはじめ、マンハッタンに位置するマンハッタンキャンパスとブロンクス区のブロンクスキャンパスがある。
1950年にカトリック教会所属のSisters of Mercyによって設立された。大学は歴史的にローマカトリック教会と提携がある。
経営学部（School of Business）、人文科学部（School of Liberal Arts）、保健と自然科学部（School of Health and Natural Sciences）、社会及び行動科学部（School of Social and Behavior Sciences）、教育学部（School of Education）、監獄学部（School of Nursing）などの6つの学部を通して、100以上の学士、修士、博士課程の専攻分野を提供している。
学生数は、2022年秋には、米国40州と51カ国から来た約1万人が在籍。全体の留学生数は約230人で、日本からの留学生は、平均3 - 5人が在学している。
日本の大学の中では、立教大学と西南学院大学との姉妹大学となっている。

## 歴史
1950年にカトリック教会所属のシスターズオブマーシー(Sisters of Mercy)によって設立された。1961年に、学士号を取得するプログラムを提供する4年制大学になった。1961年に、Middle States Association Commission on Higher Educationから 認定を受けた。

## キャンパス

### ドブスフェリーキャンパス
マーシー大学のメインキャンパス。ニューヨーク市の北約35キロメートル、ウェストチェスター郡ドブス・フェリー村に立地している。ハドソン川沿いにあり面積は27ヘクタールである。
ドブス・フェリー村は、Facebookの創設者であるマーク・ザッカーバーグが生まれ育った所である。1990年代、高校生のザッカーバーグは、家の近くのマーシー大学大学院でコンピュータソフトウェア関連の講義を聴講した。
5つの学部のためのアカデミック建物、図書館、フィットネスセンター、学生寮とスポーツフィールドなどがある。2011年には、校内に位置していた、カトリック教会系列のOur Lady of Victory Academyの校舎を購入した。学生達はキャンパスのすぐそばにある近くのショッピングやレストランを楽しんだり、キャンパス内を走るトレイルを自転車で走ったり、ジョギングしたり、歩きながら周辺の自然環境を楽しめる。キャンパスはメトロノース鉄道ハドソン線のアーズリーオンハドソン駅の近くにある。ニューヨークのグランド・セントラル駅まで約40分である。
キャンパスの住所は555 Broadway, Dobbs Ferry, NY 10522, U.S.A.である。

### マンハッタンキャンパス
マーシー大学のマンハッタンキャンパスはマンハッタンの中心地である、エンパイア・ステート・ビルディングとメイシーズ百貨店の旗艦店があるヘラルド・スクエアのすぐ隣に位置している。
徒歩で約10分の距離にニューヨーク公立図書館、ブロードウェイ、タイムズスクエア、ブライアントパーク、マディソンスクエアガーデン、グランド・セントラル駅、ペンシルベニア駅などが位置している。キャンパスのすぐ隣に、多くの主要な路線が停車する地下鉄の駅が位置し、ニューヨークのすべての場所とつながっている。博物館やブロードウエイショーなど、文化芸術においても、ニューヨークライフを満喫できる環境にある。図書館、学生寮などがある。
キャンパスの住所は47 West 34th Street, New York, NY 10001, U.S.A.である。

### ブロンクスキャンパス
ブロンクスンキャンパスの敷地は、急速に発展している企業および医療機関とビジネスの複合体であるハッチンソンメトロセンターの125,000平方フィートを占めている。
キャンパスの住所は1,200 Waters Pl., Bronx, NY 10461である。

## アカデミック
マーシー大学には5つの学部がある。
- 経営学部 School of Business
- 人文科学部 School of Liberal Arts
- 保健と自然科学部 School of Health & Natural Sciences

- 社会及び行動科学部 School of Social & Behavioral Sciences
- 教育学部 School of Education

マーシー大学には日系の教授として、国際関係及び外交学専攻担当の黒田順子がいる。黒田は東ティモール国連平和維持活動官房長官、国連開発計画構築アドバイザーなど国連関連で30年以上の経験を持っている。日本記者クラブ(Japan National Press Club)が行った黒田との記者会見がある。
経営学部（School of Business）：
- 学部専攻：経営（関連専攻：ビジネス、情報処理学、財政学、国際経営学、マーケティング、スポーツマネジメント）、会計学
- 大学院専攻：MBA（関連専攻：Accounting、Finance、Health Care Management、Human Resource Management、International Business、Management、Managerial Analytics、Marketing、and Organizational Leadership）、会計学修士

人文科学部（College of Liberal Arts）：
- 学部専攻：コンピュータサイエンス、サイバーセキュリティ、コンピュータ情報システム、コミュニケーション、アニメーションデザイン、英語　 学、歴史学、数学、マスコミュニケーション、ミュージックプロダクションとレコーディングアート、スペイン語学
- 大学院専攻：コンピュータサイエンス修士、サイバーセキュリティ修士、英文学修士

保健と自然科学部（School of Health and Natural Sciences）
- 学部専攻：臨床病理学（Clinical Laboratory Science）、生物学、看護学、ヘルスサイエンス、Communication Disorders、Exercise Science

- 大学院専攻：看護学修士、看護教育学修士、Physician Assistant修士、Occupational Therapy修士、Communication Disorders修士、Physical 　Therapy博士

社会及び行動科学部（School of Social and Behavioral Sciences）
- 学部専攻：国際関係と外交、心理学、社会学、福祉学、行動科学、Criminal Justice、Criminal Justice - Forensic
- 大学院専攻：心理学修士、学校心理学修士、医療マネジメント修士、カウンセリング修士、精神医学カウンセリング修士、Marriage and Family 　Therapy修士

教育学部（School of Education）：
- 大学院専攻：教育学修士、幼児教育学修士

## 評判とランキング
- マーシーカレッジは、2017年のUS News＆World Reportにより、北部地域で最高の「キャンパスエスニックダイバーシティ」のリストで6位。 [6]
- Barron'sは、Mercy Collegeを大学教育で「ベストバイ」かつ「競争力のある」ランク付けにしている。 [7]
- Mercy Collegeは、 Washington Monthlyの2015年のBuck for the Bestランキングで紹介される。 [8]

## 入学
ピーターソンは、マーシー大学の入学プロセスを「適度に難しい」と分類する。2022年秋の学部合格率は86％である。新入生の高校の平均GPAは、2022年秋の時点で100点満点の86.3点である（アメリカの4.0評価基準にすると3.28である） 
2022年現在、新入生の30パーセントと全学部の学部生の1１パーセントがキャンパス内の学生寮に住んでいる。フルタイムの4,815人とパートタイムの学生1,564人が在学している。 学生の大部分はニューヨークの居住者であるが、学生はアメリカの40州と51か国から来ている。マーシー大学は、学生と教員の平均比率が15：1の少人数制クラスを提供する。学生の89％は家からの通学者であり、11％はキャンパスの学生寮に住んでいる。マーシーカレッジの女子学生は72％、男子学生は28％である。

## 認定
マーシー大学のすべてのキャンパスの学位課程は、Middle States Association’s Commission on Higher Esucationの認可を受けている。また、次の専門的な認定を取得している。
- Accreditation Council for Occupational Therapy Education
- Accreditation Review Commission for Physician Assistant
- Accreditation Council for Business Schools & Programs
- American Association for Paralegal Education
- American Association of Colleges of Nursing Mercy College
- American Physical Therapy Association
- American Speech, Language and Hearing Association
- American Veterinary Medical Association
- Commission on Accreditation in Physical Therapy Education
- Commission on Collegiate Nursing Education
- Council on Social Work Education
- Regents Accreditation of Teacher Education

## 図書館
マーシー大学には本校のメインの図書館くを含め、全てキャンパスにブランチライブラリがある。 マーシーのヨークタウンサイトの図書館は、政府出版物の連邦預託機関に指定されている。

## 体育部
マーシー大学は、 全米大学体育協会 （NCAA）および東海岸会議 （ECC）のメンバーで、マーシー大学のアスレチックチームはNCAAのディビジョンIIで競い合い、総称してマーシーマーベリックスとして知られている。
学部内レベルのスポーツプログラムのほか、大学リ-グで戦う10の大学スポーツ代表チームがある。男子の代表チームには、野球、バスケットボール、ラクロス、サッカーがあり、女子代表チームには、バスケットボール、フィールドホッケー、ラクロス、サッカー、ソフトボール、バレーボールがある。
2007年、大学は学生や教職員からの提案を検討し、提案を絞り込んだ後、大学の運動ニックネームを「チラシ」から「マーベリック」に変更した。

## 学生生活

### 学生自治会
Mercy College Student Government Association（SGA）は、学生の権利を保護し、学生の利益を擁護し、学生生活を促進する責任を負っている。

### ROTC
マーシーカレッジのキャンパスには、 米国陸軍のROTCプログラムと米国海軍のROTCプログラムがある。

## 注目すべき人々

### 著名な教職員
- トーマス・J・アビナンティ: アメリカの政治家、弁護士、ニューヨーク州グリーンバーグ出身のニューヨーク州議会議員。
- フェルナンド・カブレラ: ニューヨークのブロンクスに住むアメリカの政治家。 民主党員である彼は現在、ニューヨーク市議会の14区を代表している。 マーシーカレッジのメンタルヘルスアンドカウンセリングプログラムの元プログラムディレクター
- Hind Rassam Culhane: 弁護士、社会科学者、行動科学者
- Ira Joe Fisher: 2つのエミー賞の受賞者
- エマニュエル・ギマ・ラビ: ガーナの作曲家、指揮者、音楽教授。
- ジョン・J・マクグラス: 実業家、教授
- ウィルバートJ.ルメレ: アメリカの外交官、作家、学者。 元マーシー大学学長
- ジョセフ・トーマス・オキーフ: 1987年から1995年までシラキュースのローマ・カトリック教会の司教。ローマ・カトリック教会のアメリカ高位司祭
- バーバラブーシェオーウェンズ: アメリカのコンピューター科学者
- ビクターM.ピカルド: ニューヨーク州議会の民主党員、 元マーシーカレッジの広報担当副ディレクター
- アルフレッド・S・ポサメンティエ : アメリカの作家、教育者
- ジャドソンローズブッシュ: マルチメディア製品およびコンピューターアニメーションのディレクター。プロデューサー、作家、アーティスト、メディア理論家
- アーサー・ロススタイン: アメリカの最高のフォトジャーナリストの一人
- ボリア・サックス: アメリカ人作家および講師
- ジェイ・セスター: マーシー・カレッジの元学長
- マークスコウセン: アメリカの経済学者、作家。
- リック・ウルフ: 本の編集者、著者、大学のコーチ、放送局、元プロ野球選手

### 著名な卒業生
- 塚原大介: 演劇ユニット ゴツプロ!主宰
- Garvin Alston: メジャーリーグベースボール （MLB）でプレーしたアメリカのプロ野球の右利き野球投手
- ウォルターアンダーソン :  パレードマガジンのCEO
- エレイン・バートレット: 活動家
- デューイボゼラ: アマチュアボクサー
- ポール・ブロードー: ハウサ トニックコミュニティカレッジおよびゲートウェイコミュニティカレッジの学長
- ロバート・コーネギー: ニューヨーク市議会のメンバー、ブルックリンのベッドフォード・スタイブサントとクラウン・ハイツ北部を代表する第36地区のメンバー
- Laura Creavalle : プロの女性ボディービルダー
- ロブ・ディトーマ : フェアリー・ディキンソン大学の野球部長
- ジャマイカのスポーツウーマン: シモーヌフォーブスは 、5回以上のスポーツでジャマイカを代表
- ドナ・ヒルトン: ジャマイカ系アメリカ人活動家および殺人者
- スタンジェファーソン : ニューヨークメッツでプレーしたメジャーリーグ野球の元センターおよび左野手
- マイク・カベコトラ:  ナミビアの政治家で議会の議員。 彼は民主主義と進歩のための集会 （RDP）の会長
- キャロリン・ケプチャー:  NBC テレビ番組 「見習い」の審査員の一人であった実業家
- レオポルド・ミナヤ : 詩人
- オリビア・ペゲロ: 現代の風景と植物画家
- デビッド・ロサド: ニューヨーク出身のアメリカの政治家
- Gabourey Sidibe: アカデミー賞ノミネート女優
- パメラ・スマート: アメリカの高校教師
- ブライアン・スウィーニー : 元MLB投手
- サンドラ・ウウィリンギイマナ: 著者
- ウェスリーウォーカー: NFLワイドレシーバー
- グレゴリーハワードウィリアムズ :  シンシナティ大学の第27代学長とニューヨークのシティカレッジの第11代学長
- ムーキー・ウィルソン: 元MLB外野手/コーチ。
- ジョアン・ウルフ: 歴史小説の著者